# Isuzu Panther
O  Panther  é um monovolume de porte médio da Isuzu.

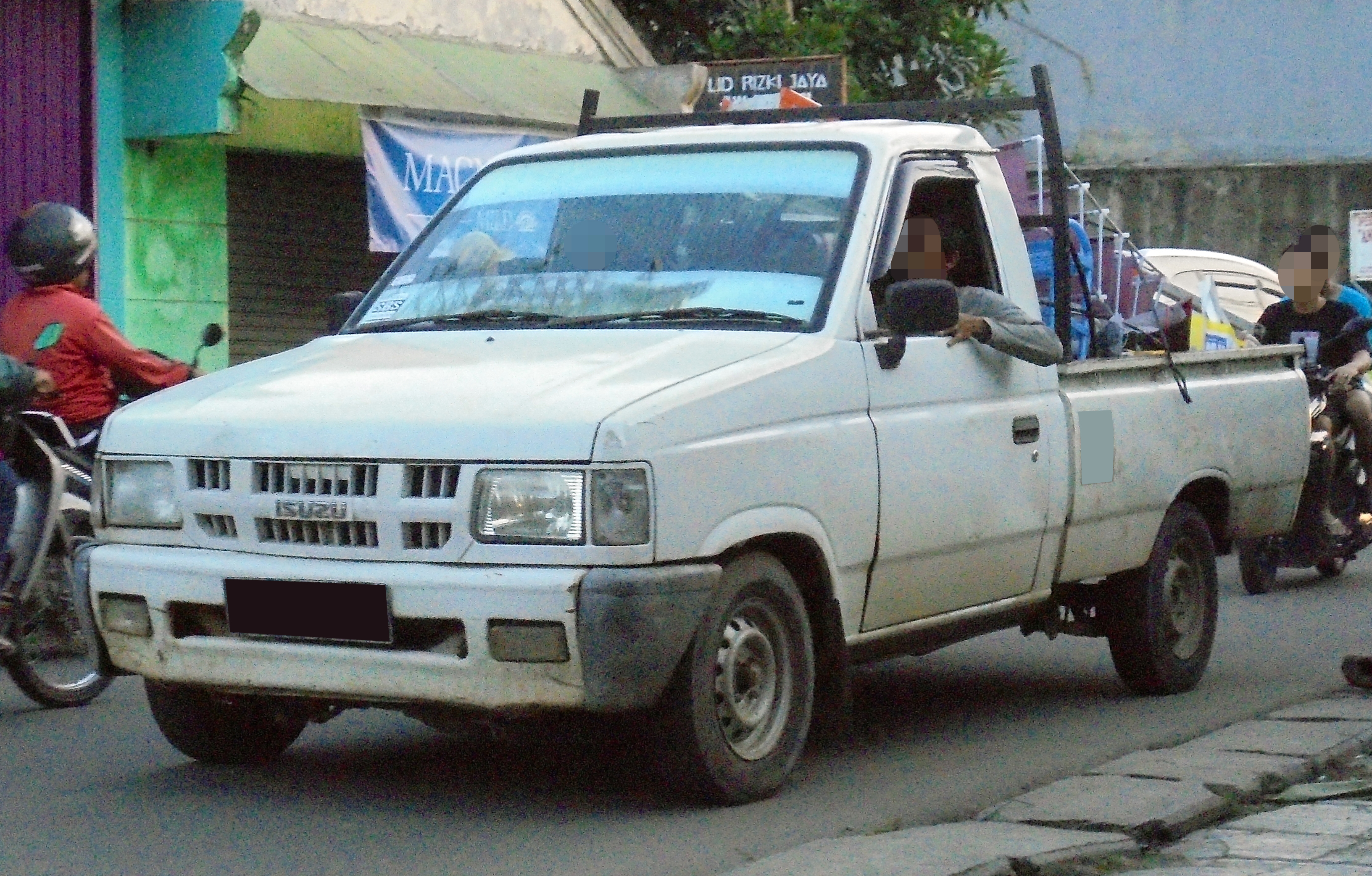
Versão Pickup da 1ª geração da Panther.